# Leedri
Leedri – wieś w Estonii, w prowincji Sarema, w gminie Lümanda. Leży na wschodnim krańcu wyspy Sarema. Około 60 mieszkańców.